# Erika Görner
Erika Görner (* 20. März 1921) ist eine deutsche Schauspielerin, Radio-Redakteurin und Synchronsprecherin.

## Leben
Erika Görner spielte als Theaterschauspielerin an Berliner Bühnen wie der Volksbühne und war die Leiterin der Abteilung Kinderfunk beim RIAS Berlin. Als „Tante Erika“ war sie zudem ein regelmäßiger Gast in Fritz Genschows Kinderprogrammen. Als Schauspielerin wirkte sie unter anderem in einer Hauptrolle in Fritz Genschows moderner Adaption von Heinrich Hoffmanns Struwwelpeter (1955) sowie in Arthur Maria Rabenalts DEFA-Komödie Chemie und Liebe.
Einem breiten Publikum wurde Erika Görner jedoch durch ihre Stimme bekannt. Als Synchronsprecherin lieh sie diese zahlreichen international bekannten Schauspielkolleginnen wie Jean Arthur in Arizona, Paulette Goddard in Ein idealer Gatte, Carolyn Jones in Das verflixte 7. Jahr, Angela Lansbury in Die purpurrote Maske, Mala Powers in Die Stadt unter dem Meer, Ruth Roman in Das unheimliche Fenster und Claire Trevor in Mit stahlharter Faust. Außerdem sprach sie die „Drisella“ im Disney-Film Cinderella. Darüber hinaus schrieb Erika Görner das Dialogbuch für die 1949 entstandene deutsche Fassung der britischen Filmbiographie Katharina die Große aus dem Jahr 1934 mit Elisabeth Bergner in der Titelrolle.

## Filmografie (Auswahl)
- 1948: Chemie und Liebe
- 1955: Der Struwwelpeter

## Hörspiele
- 1947: Claus Back: Das Lebenslicht / Das Bild – Zwei Hörszenen – mit Axel Monjé (Kurzhörspiel – RIAS Berlin)[4]
- 1948: W. M. Doroschewitsch (Vlas Mihajlovič Doroševič, B. M. Дорошевич): Der Weise – mit Herbert Wilk, Karl Matzner, Carl Heinz Carell u. a., Bearbeitung (Wort): Karl Metzner (Kurzhörspiel – RIAS Berlin)[4]